# Hypericum wightianum
Hypericum wightianum är en johannesörtsväxtart som beskrevs av Nathaniel Wallich, Robert Wight och Arn.. Hypericum wightianum ingår i släktet johannesörter, och familjen johannesörtsväxter. Inga underarter finns listade i Catalogue of Life.